# Data (personaggio)
Data è un personaggio immaginario del franchise di fantascienza Star Trek. Interpretato dall'attore Brent Spiner compare nella serie televisiva  Star Trek: The Next Generation e nei quattro film con protagonista l'equipaggio di Star Trek: The Next Generation, Generazioni (1994), Primo contatto (1996), L'insurrezione (1998) e La nemesi (2002). Nel 2020 il personaggio ritorna nella serie televisiva Star Trek: Picard.
Data è un androide senziente che svolge le funzioni di Secondo Ufficiale, Capo operazioni e ufficiale scientifico a bordo delle astronavi della Flotta Stellare USS Enterprise NCC-1701-D e USS Enterprise NCC-1701-E. Data appare inoltre in alcuni videogiochi e romanzi del franchise.
Data, sotto molti aspetti, è considerato il successore di Spock (Leonard Nimoy), che, così come Data, è dotato di superiori capacità mentali e offre un punto di vista estraneo a quello degli esseri umani.

## Caratteristiche del personaggio
(Data)
Data è una forma di vita artificiale ed è progettato per sembrare umano, anche se a distanza ravvicinata è chiaramente distinguibile per la sua pelle biancastra e le iridi oculari giallognole. È dotato di un'avanzata forma di intelligenza artificiale e di un cervello positronico con notevoli capacità di elaborazione (60 trilioni di calcoli al secondo) e archiviazione dati (circa 100 000 terabyte). All'occorrenza dimostra una forza, prontezza di riflessi e velocità molte volte superiori a quelle di un essere umano.
Ricopre nella serie un ruolo per molti aspetti analogo a quello del vulcaniano Spock nella serie classica: rappresenta il membro dell'equipaggio rigidamente condizionato dalla logica e obiettivo osservatore del comportamento umano, da cui è affascinato. Spock tuttavia in quanto Vulcaniano sopprime i sentimenti che possiede, rinunciando coscientemente al suo lato umano, Data al contrario aspira a diventare totalmente umano.
Il suo desiderio di umanità, unito alla sua innocenza nel formulare affermazioni che a seconda del contesto possono risultare ingenue, profonde, comiche o offensive per la loro eccessiva sincerità, costituisce il fascino di questa figura, che ha rappresentato uno dei personaggi più popolari della serie.
I rapporti tra Data e i suoi amici sono basati su un senso di familiarità derivati da un frequente contatto fisico e visuale con gli altri membri dell'equipaggio. Data spiega che i suoi percorsi neurali si abituano alla presenza di pattern sensoriali derivati dalla presenza di alcune persone. Data ha avuto anche una breve relazione intima con la sua compagna di equipaggio Tasha Yar nel 2364. In seguito cerca di simulare un rapporto romantico con la sua compagna di equipaggio Jenna D'sora nel 2367, ma senza successo. Data ha inoltre avuto un rapporto intimo con la regina dei Borg.
L'androide possiede una gatta di nome Spot.

## Storia del personaggio

### The Next Generation
Data (2 febbraio 2338 - 2379) fu progettato inizialmente dal dottor Arik Soong a partire dal 2154, progetto poi completato e realizzato dal dottor Noonien Soong, suo pronipote.
Data fu recuperato da un ufficiale della Federazione dal pianeta dove risiedeva Soong. Il pianeta era stato devastato da un'entità cristallina che aveva distrutto tutte le forme di vita. L'androide decise di entrare nella Flotta Stellare e si iscrisse all'Accademia della Flotta. Dopo il diploma all'Accademia, Data fu assegnato alla USS Trieste, ove trascorse quindici anni ed ebbe due promozioni (da guardiamarina a tenente). Nel 2360 fu promosso al grado di tenente comandante e nel 2364 fu assegnato all'Enterprise D, e successivamente all'Enterprise E, col ruolo di Capo operazioni e Secondo Ufficiale (in assenza di Picard e Riker, era lui a prendere il comando). Data ha ricevuto le seguenti decorazioni al valore: Starfleet Command Decoration for Gallantry, Medal of Honor with Clusters, Legion of Honor e Starcross.
Nel 2364 Data scopre di avere un fratello maggiore, Lore, un prototipo creato dal dottor Soong. Lore è psicotico e disattiva Data cercando poi di sostituirlo a bordo dell'Enterprise. Lore, tra l'altro, si era alleato con l'entità cristallina per la distruzione di tutte le forme di vita del pianeta di provenienza dei due androidi. Lore è un personaggio ricorrente in Star Trek: The Next Generation e rappresenta il doppio perfido e senza scrupoli di Data. (In totale il dottore costruì sette androidi, ma gli altri furono soggetti a una rapida degradazione dei sistemi neurali e quindi a un'esistenza di breve durata).
Nel 2365 lo specialista in cibernetica Bruce Maddox ottiene l'assegnazione di Data al suo laboratorio per poterlo studiare. Maddox intende disattivare Data e disassemblarlo per poterlo studiare e, in un futuro, replicare. Data rifiuta l'assegnazione e di conseguenza Maddox si rivolge a un giudice per ottenere con la forza la collaborazione di Data. Il capitano Jean-Luc Picard difende Data davanti al giudice affermando che egli è un essere senziente. Il giudice accetta la tesi del Capitano e delibera che Data è un essere senziente e quindi anche un cittadino della Federazione.
Desiderando riprodursi, Data crea l'androide Lal nel 2366, trattandola come una figlia. Sfortunatamente Lal soffre di un difetto irreversibile al sistema neurale e muore pochi giorni dopo essere stata attivata.
Data viene dichiarato morto una prima volta a seguito di un incidente del 2366. In realtà Data viene rapito dal collezionista di rarità Kivas Fajo. In seguito Data viene liberato e Fajo arrestato.
Nel 2367 Data viene attivato da un segnale subspaziale generato da un apparecchio del laboratorio del dottor Soong. Il segnale lo costringe a prendere il comando dell'Enterprise e a dirigere verso il rifugio del dottor Soong, Terlina III. Il dottore, che si scopre essere ancora vivo, aveva attivato il segnale dato che voleva consegnare a Data un chip emozionale che aveva progettato appositamente per lui. Lo stesso segnale guida anche Lore il quale, giunto su Terlina III, si finge Data per farsi consegnare dal dottore il chip e poi lo uccide.
Nel 2368 la testa di Data viene scoperta nel corso di uno scavo archeologico a San Francisco, dando luogo a un anacronismo. Data e gli ufficiali anziani dell'Enterprise vengono mandati sulla Terra del XIX secolo per investigare sullo strano ritrovamento. Data assiste a una serie di paradossi temporali che coinvolgono anche Guinan e personaggi storici come Mark Twain e Jack London. La testa di Data viene abbandonata nell'Ottocento, gli ufficiali riescono a tornare nel XXIV secolo con il corpo tranne il capitano Picard. Questi memorizza nella testa dell'androide un messaggio in modo che gli ufficiali nel futuro, ritrovando la testa, riescano a comprendere cosa è successo e a evitare lo svolgersi degli avvenimenti.
Nel 2370 Data viene rapito da Lore e riesce a innescare una ribellione tra i Borg comandati da Lore. Dopo avere sventato la minaccia nei confronti della Federazione, Data si trova costretto a disassemblare Lore. Dal disassemblamento di Lore, Data recupera il chip emozionale che il dottor Soong aveva progettato per lui.
Nel 2370 Data conosce una donna che scopre essere la dottoressa Juliana Tainer, moglie e collaboratrice del dottor Soong, in un certo senso la madre di Data. Successivamente Data scopre che Tainer è un'androide costruita dal dottor Soong dopo la morte della sua vera moglie. L'androide sostituta non è però a conoscenza della propria vera natura, infatti ella prima aveva divorziato dal dottor Soong e in seguito si era risposata.
Nel 2371 Data decide finalmente di utilizzare il chip emozionale del dottor Soong. Nonostante la difficoltà iniziali di adattamento, con il tempo Data riesce a integrare le emozioni prodotte dal chip e nonostante si fonda senza la possibilità di rimuoverlo, riesce comunque ad averne il controllo. Data disattiva il chip dopo una richiesta del capitano Picard durante una battaglia contro i Borg combattuta sull'Enterprise E. Dopo averlo catturato, i Borg cominciano a innestargli tessuti organici e riattivano il suo chip, cercando di convertirlo alla loro causa e farsi dare i codici di controllo dell'Enterprise. Data prima finge di accettare, poi rompe uno dei due condotti contenenti un liquido refrigerante per i motori a curvatura, dal quale esce una sostanza che distrugge le componenti organiche dei Borg, uccidendone la regina e salvando l'astronave.
Data nel 2379, poco prima di essere promosso a primo ufficiale dell'Enterprise E, scopre un altro prototipo del dottor Soong, un androide chiamato B-4 (be-four in inglese suona come before, ‘prima’, un riferimento al fatto che fosse stato costruito precedentemente a Data). Poco dopo Data si sacrifica per salvare il capitano Picard dall'esplosione dell'astronave remana Scimitar. Prima della sua morte, Data scarica i propri dati nella memoria di B-4 nella speranza che l'androide possa imparare dai suoi ricordi. 
In un futuro alternativo creato da Q, Data è divenuto professore all'Università di Cambridge.

### Picard
La matrice positronica di B-4 non si adatta ai ricordi di Data. B-4 si trova smontato in un laboratorio dell'istituto Daystrom e venne usato come base per la creazione di androidi da parte di Bruce Maddox. Successivamente Data, la cui coscienza si trova in un computer sul pianeta Coppelius (su cui Altan Inigo Soong aveva portato tutti i suoi androidi, e su cui aveva costruito un corpo sintetico su cui travasare una coscienza umana), con l'aiuto di Jean-Luc Picard, che accetta le ultime volontà del generoso androide, viene disattivato.
In realtà, la sua coscienza venne preservata da Soong e trasferita, assieme a quelle di Lore e di B-4, su un corpo sintetico, simile a quello in cui era stato trasferito Picard, malato terminale di una sindrome neurologica. Il nuovo Data sintetico fu portato nella Stazione spaziale Daystrom, su cui inconsciamente fungeva da apparato di sicurezza. Qui è recuperato e risvegliato da Riker, Worf e La Forge e si riunisce al suo vecchio equipaggio, con cui affronta una tremenda crisi causata da Cambianti e Borg.

### Altri media
Secondo quanto presentato nel romanzo Imzadi di Peter David, negli anni '90 del ventiquattresimo secolo Data è l'ufficiale comandante dell'Enterprise NCC-1701-F, fregiato del grado di commodoro.
Nel fumetto Star Trek: Countdown, nel 2387 Data si risveglia dentro B-4 e quando Picard diventa ambasciatore presso Vulcano assume il comando dell'Enterprise in qualità di capitano.

## "Famiglia"
La "famiglia" di Data comprende due "fratelli" androidi e vari umani che hanno contribuito alla sua creazione. Questi personaggi sono per la maggior parte interpretati dallo stesso Brent Spiner.

### Androidi
- Lore, interpretato da Brent Spiner (Star Trek: The Next Generation), doppiato in italiano da Marco Mete.
Lore è un androide costruito dal dottor Noonien Soong sulla colonia agricola di Omicron Theta, fisicamente identico a Data. Poiché avido di potere e maligno nei confronti degli Umani, Noonien Soong lo ha disattivato e smantellato. Riassemblato nel 2364 dai tecnici dell''Enterprise D, la sua sete di potere riaffiora e, dopo aver neutralizzato Data, prende il suo posto e contatta l'Entità Cristallina per consegnargli l'equipaggio dell'Enterprise. Lore viene teletrasportato nello spazio e fugge assieme all'Entità Cristallina.
Riappare nel 2367 quando, insieme a Data, viene condotto dal redivivo Soong su Terlina III, per fornire a Data un chip emozionale, che Lore ruba e uccide il suo creatore. L'ultima apparizione di Lore è nel 2370 quando è a capo di un gruppo di Borg rinnegati. Viene però sconfitto da Riker e Worf con l'aiuto di un gruppo di Borg e nuovamente disassemblato.
- B-4, interpretato da Brent Spiner (Star Trek - La nemesi), doppiato in italiano da Marco Mete.
- Lal, interpretata da Hallie Todd, Leonard Crofoot, Kristina Kochoff, Andy Wiley.
Lal è la "figlia" di Data, da lui creata in laboratorio.[9]
- Soji Asha, interpretata da Isa Briones (Star Trek: Picard), doppiata in italiano da Veronica Puccio.
- Dahj Asha, interpretata da Isa Briones (Star Trek: Picard), doppiata in italiano da Veronica Puccio.
- Sura, interpretata da Isa Briones (Star Trek: Picard), doppiata in italiano da Veronica Puccio.

### Dinastia Soong
- Noonien Soong, interpretato da Brent Spiner (Star Trek: The Next Generation), doppiato in italiano da Marco Mete.
Scienziato terrestre interessato alla progettazione e sviluppo di forme di vita androidi. Costruisce Data, Lore e B-4.
- Juliana Soong, interpretata da Fionnula Flanagan (Star Trek: The Next Generation).
È la moglie di Noonien Soong, "madre" di Data e di Altan Inigo Soong.
- Arik Soong, interpretato da Brent Spiner (Star Trek: Enterprise), doppiato in italiano da Marco Mete.
È un antenato di Noonien Soong che vive nel XXII secolo, interessato allo studio dell'eugenetica. In seguito comincia a dedicarsi alla robotica e progetta la realizzazione di androidi.
- Altan Inigo Soong, interpretato da Brent Spiner (Star Trek: Picard), doppiato in italiano da Marco Mete.
È il figlio biologico di Noonien e Juliana Soong, "fratello" di Data. Prosegue il lavoro del padre, costruendo nuovi androidi senzienti in tandem con il dottor Bruce Maddox.
- Adam Soong, interpretato da Brent Spiner (Star Trek: Picard), doppiato in italiano da Marco Mete.
È un antenato di Noonien Soong che vive nel XXI secolo ed è interessato allo sviluppo dell'eugenetica, progettando "figli" geneticamente modificati che però sono destinati a morte certa a causa del loro DNA corrotto.
- Kore Soong, interpretata da Isa Briones (Star Trek: Picard), doppiata in italiano da Veronica Puccio.
"Figlia" nata in provetta e geneticamente modificata di Adam Soong.

### Animali
- Spot
È il gatto domestico di Data e un personaggio ricorrente nella serie. Spot appare in diversi episodi durante le ultime quattro stagioni di Star Trek: The Next Generation, oltre che nei film Generazioni e Star Trek - La nemesi. Appare per la prima volta nell'episodio Una giornata di Data (Data's Day) e, a dispetto del suo nome, Spot non ha il manto maculato, bensì tigrato rosso. Originalmente appare come un maschio somali, ma in seguito viene rimpiazzato da una femmina soriana,[19] che alla fine dà alla luce dei cuccioli.[20]

## Sviluppo
(Brent Spiner)
La caratterizzazione di Data deriva da una miniserie televisiva scritta da Gene Roddenberry negli anni settanta. La miniserie avrebbe dovuto raccontare le avventure di un androide alla ricerca del segreto per diventare umano. Durante l'episodio pilota della miniserie, l'androide doveva avere anche dei rapporti intimi con una donna umana, ma i censori della rete non furono convinti da Roddenberry e bloccarono la produzione. Dieci anni dopo la medesima situazione, quando Data ha un rapporto intimo con Tasha Yar, supera la censura.
Gene Roddenberry ha spiegato a Brent Spiner che, nel corso della serie, Data sarebbe diventato "sempre più simile a un essere umano, fino alla fine della serie, quando sarebbe stato molto vicino per diventarlo, ma non del tutto tale. Questa era l'idea iniziale ed è così che gli sceneggiatori l'hanno sviluppata". Spiner ha ritenuto che Data mostrasse le caratteristiche di un clown triste e tragico, proprie del personaggio del Vagabondo interpretato da Charlie Chaplin nei suoi film. Per entrare nel suo ruolo di Data, Spiner ha preso a modello il celebre personaggio di Robby the Robot del film Il pianeta proibito.
A proposito dell'aspetto "albino" di Data, Spiner ha affermato: "Ho passato più ore del giorno truccato che senza trucco", tanto che lo ha definito un metodo di recitazione. Data ha anche il fratello malvagio di Data, Lore, un ruolo che ha trovato molto più facile da interpretare, sostenendo che il personaggio era molto "più simile a me", e il creatore di Data, il dottor Noonien Soong. Ha inoltre interpretato un altro androide di tipo Soong, B-4, nel film Star Trek - La nemesi, e Arik Soong, uno degli antenati di Soong in tre episodi della serie televisiva Star Trek: Enterprise. Spiner ha inoltre affermato che la sua scena preferita con protagonista Data si svolge in un doppio episodio a cavallo della sesta e settima stagione di Star Trek: The Next Generation, quando Data gioca a poker sul ponte ologrammi in compagnia di un ologramma del celebre fisico Stephen Hawking, interpretato dallo stesso Hawking.
Spiner ha ripreso il suo ruolo di Data nell'ultimo episodio finale della serie televisiva Star Trek: Enterprise, come voce fuori campo. Spiner sentiva di essere visibilmente invecchiato per il ruolo e che Data sarebbe stato meglio se fosse stato presentato come una figura giovanile. Spiner, tuttavia, è tornato nel ruolo di Data nella serie televisiva del 2020 Star Trek: Picard, dopo essere stato convinto dall'avvento degli strumenti di ringiovanimento digitale. Spiner aveva dichiarato che la prima stagione di Star Trek: Picard sarebbe stata l'ultima volta in cui avrebbe interpretato Data; nondimeno, è tornato a interpretare l'androide nella terza stagione.

## Interpreti

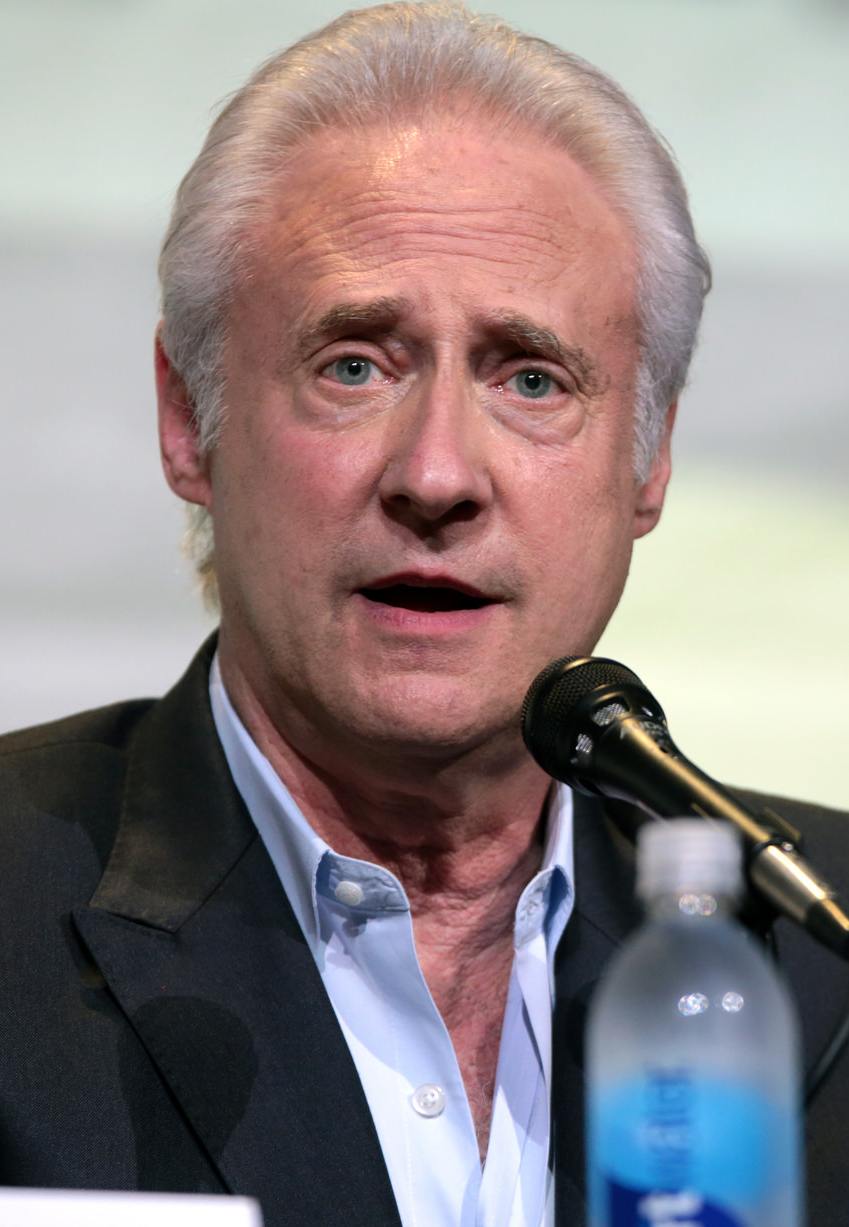
Brent Spiner, interprete di Data

Brent Spiner è l'interprete di Data fin dal primo episodio del 1987 della serie televisiva Star Trek: The Next Generation. Spiner lo ha inoltre impersonato nei successivi quattro film con protagonista l'equipaggio di Star Trek: The Next Generation: Generazioni (Star Trek: Generations, 1994), diretto da David Carson; Primo contatto (Star Trek: First Contact, 1996) e Star Trek - L'insurrezione (Star Trek: Insurrection, 1998), entrambi diretti da Jonathan Frakes; Star Trek - La nemesi (Star Trek: Nemesis, 2002), diretto da Stuart Baird; oltre che nella serie televisiva Star Trek: Picard (2020). Spiner presta inoltre la voce a Data anche nei videogiochi Star Trek: The Next Generation - A Final Unity (1995), Generations (1997), Star Trek: Hidden Evil (1999), Star Trek: Away Team (2001) e Star Trek: Bridge Commander (2002).
Oltre a Data, Brent Spiner interpreta tutti i maschi della "dinastia" Soong, ivi compresi gli umani: Noonien Soong, il "padre" di Data, che appare in The Next Generation; Arik Soong, un antenato di Noonien Soong, che appare in Star Trek: Enterprise; Altan Inigo Soong e Adam Soong, rispettivamente figlio biologico e antenato di Noonieng Soong, che appaiono entrambi in Star Trek: Picard; e gli androidi: Lore e B-4, "fratelli" di Data, che appaiono rispettivamente in The Next Generation e nel film La nemensi
Nell'edizione italiana di Star Trek: The Next Generation, di Star Trek: Picard e dei quattro film cinematografici, Spiner viene doppiato da Marco Mete. Il doppiatore ha prestato la voce anche a tutti gli altri personaggi interpretati da Brent Spiner nel franchise: Noonien Soong, Arik Soong, Altan Inigo Soong, Adam Soong, Lore e B-4.

## Merchandising
- Nel 1988 la Galoob ha commercializzato alcune action figure da 3½" raffiguranti i personaggi principali di The Next Generation nella divisa tipo A, compreso Data.[36]
- La popolare casa di giocattoli Mego, celebre negli anni settanta per la sua linea di action figure da 8" (circa 20 cm), chiusa nel 1983 e risorta nel 2018, ha dedicato una action figure della sua linea Star Trek a Data uscita nel 2019, che lo raffigura con la classica divisa tipo B di The Next Generation, utilizzata a partire dalla terza stagione della serie.[37]
- Nel 2022 la Noble Collection ha commercializzato una action figure di Data da 7½" (circa 19cm) nella sua linea Bendy Figs dedicata a Star Trek.[38]

## Filmografia

### Cinema
- Generazioni (Star Trek: Generations), regia di David Carson (1994)
- Primo contatto (Star Trek: First Contact), regia di Jonathan Frakes (1996)
- Star Trek - L'insurrezione (Star Trek: Insurrection), regia di Jonathan Frakes (1998)
- Star Trek - La nemesi (Star Trek: Nemesis), regia di Stuart Baird (2002)

### Televisione
- Star Trek: The Next Generation - serie TV, 176 episodi (1987-1994)
- Star Trek: Enterprise - serie TV, episodio 4x22 (2005)
- Star Trek: Picard - serie TV, 7 episodi (2020-2023)

## Videogiochi
- Star Trek: The Next Generation - A Final Unity (1995)
- Star Trek: Generations (1997)
- Star Trek: Hidden Evil (1999)
- Star Trek: Away Team (2001)
- Star Trek: Bridge Commander (2002)
- Star Trek Online (2010)
- Family Guy: The Quest for Stuff (2014)
- Star Trek Fleet Command (2018)
- Star Trek Timelines (2020)